# Francesco de Guarnieri
Francesco de Guarnieri (Adria, 5 giugno 1867 – Venezia, 16 settembre 1927) è stato un violinista e compositore italiano.

## Biografia

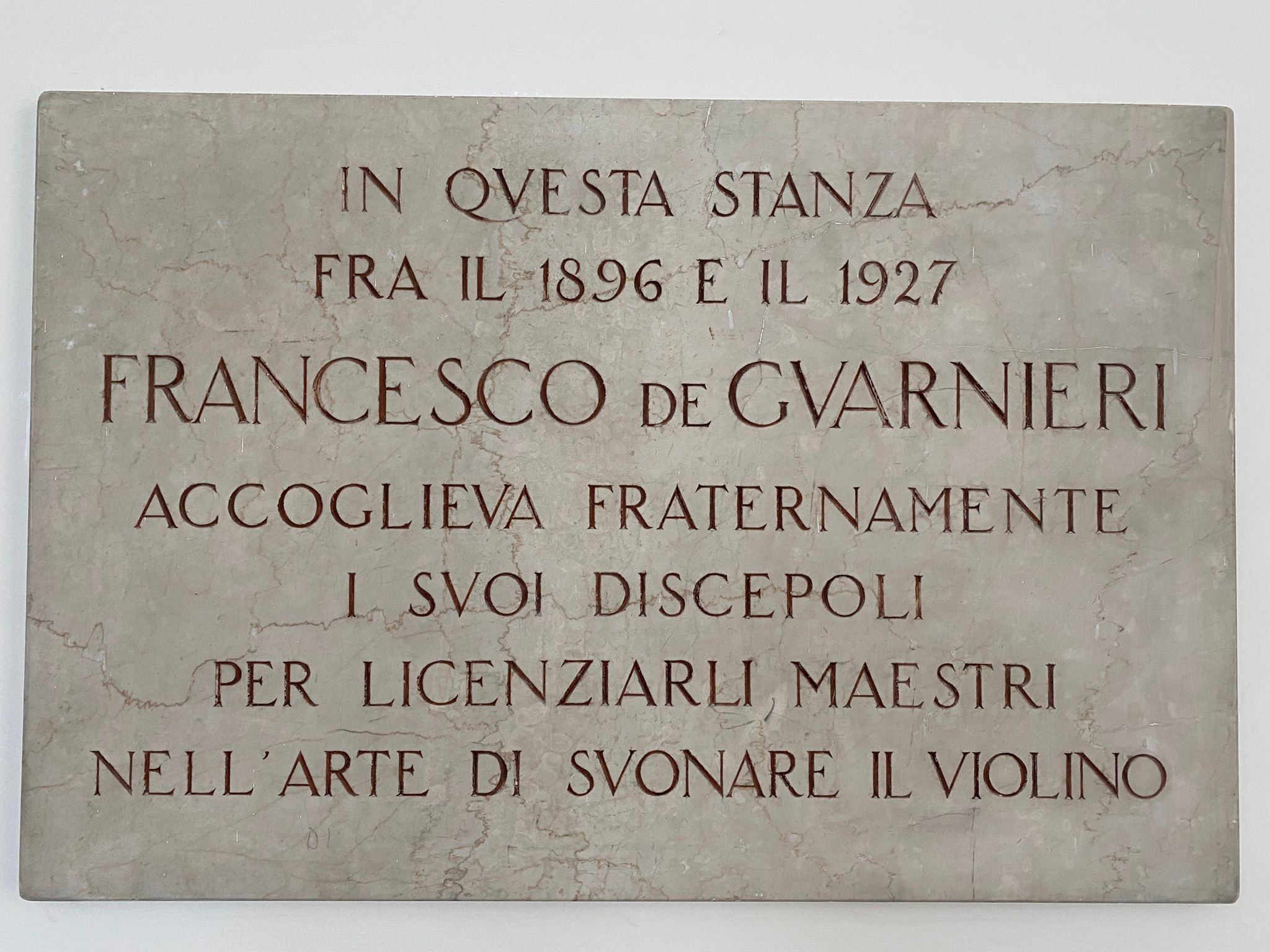
foto targa Francesco De Guarneri - Conservatorio B.Marcello - Venezia

Nato ad Adria il 5 giugno 1867, si trasferì a Venezia assieme al padre Luigi, contrabbassista, e nel 1877 intraprese lo studio del violino presso il liceo musicale Benedetto Marcello, sotto la guida del maestro Raffaele Frontali. Nel 1885 decise di perfezionarsi dirigendosi a Parigi, dove divenne allievo di Charles Dancla, Vincent d'Indy e César Franck al Conservatorio Superiore, vincendo nel 1886 un premier prix nella prima edizione del concorso indetto dalla prestigiosa istituzione. Fu un affermato concertista, tanto da esibirsi in pubblico con Gabriel Fauré (nella sonata op.13), e nel 1891 fondò un quartetto d'archi con il quale ebbe grande successo in Inghilterra, Spagna e Russia, e fu tra i primi esecutori del quartetto di Claude Debussy. Sempre a Parigi, collaborò dal 1886 al 1888 con l'orchestra Concerts Lamoureux come violino solista e istituì una "Società Internazionale per la musica da camera", oltre a dedicarsi all'insegnamento presso l'Istituto Schaller. Tornato in patria del 1896, divenne titolare della cattedra di violino presso il conservatorio di Venezia dove formò numerosi allievi tra i quali spiccano Remy Principe, Luigi Enrico Ferro, Giuseppe Sacerdoti, Ettore Bonelli, Vittorio Fael, Attilio Crepax e Giulio Pasquali.
Compose un Concerto per violino e orchestra (1911), dodici capricci per violino solo (pubblicati postumi nel 1928), una sonata per violino e pianoforte (1907), due quartetti per archi e due opere teatrali, Yvon (Treviso 1908) e Le Grand Soir (Parigi 1912), oltre a numerosi pezzi brevi dedicati in gran parte al violino.
Si dedicò anche all'insegnamento della composizione ed ebbe, tra gli allievi, anche Sante Zanon.
Morì a Venezia il 16 settembre 1927. Il fratello Antonio fu un noto direttore d'orchestra e compositore, la nipote Anna Maria attrice teatrale e cinematografica.